# Montesquieu
Charles-Louis de Secondat, barão de La Brède e de Montesquieu, conhecido como Montesquieu (castelo de La Brède, próximo a Bordéus, 18 de janeiro de 1689 – Paris, 10 de fevereiro de 1755), foi um político, filósofo e escritor francês. Ficou famoso pela sua teoria da separação dos poderes, atualmente consagrada em muitas das modernas constituições internacionais, inclusive a Constituição Brasileira.
Aristocrata, filho de família nobre, logo cedo teve formação iluminista com padres oratorianos. Revelou-se um crítico severo e irônico da monarquia absolutista, bem como do clero católico. Adquiriu sólidos conhecimentos humanísticos e jurídicos, mas também frequentou em Paris os círculos da boêmia literária. Em 1714, entrou para o tribunal provincial de Bordéus, que presidiu de 1716 a 1726. Fez longas viagens pela Europa e, de 1729 a 1731, esteve na Inglaterra.
Proficiente escritor, concebeu livros importantes e influentes, como Cartas persas (1721), Considerações sobre as causas da grandeza dos romanos e de sua decadência (1734) e O Espírito das leis (1748), a sua mais famosa obra. Contribuiu também para a célebre Enciclopédia, juntamente com Diderot e D'Alembert.

## Biografia

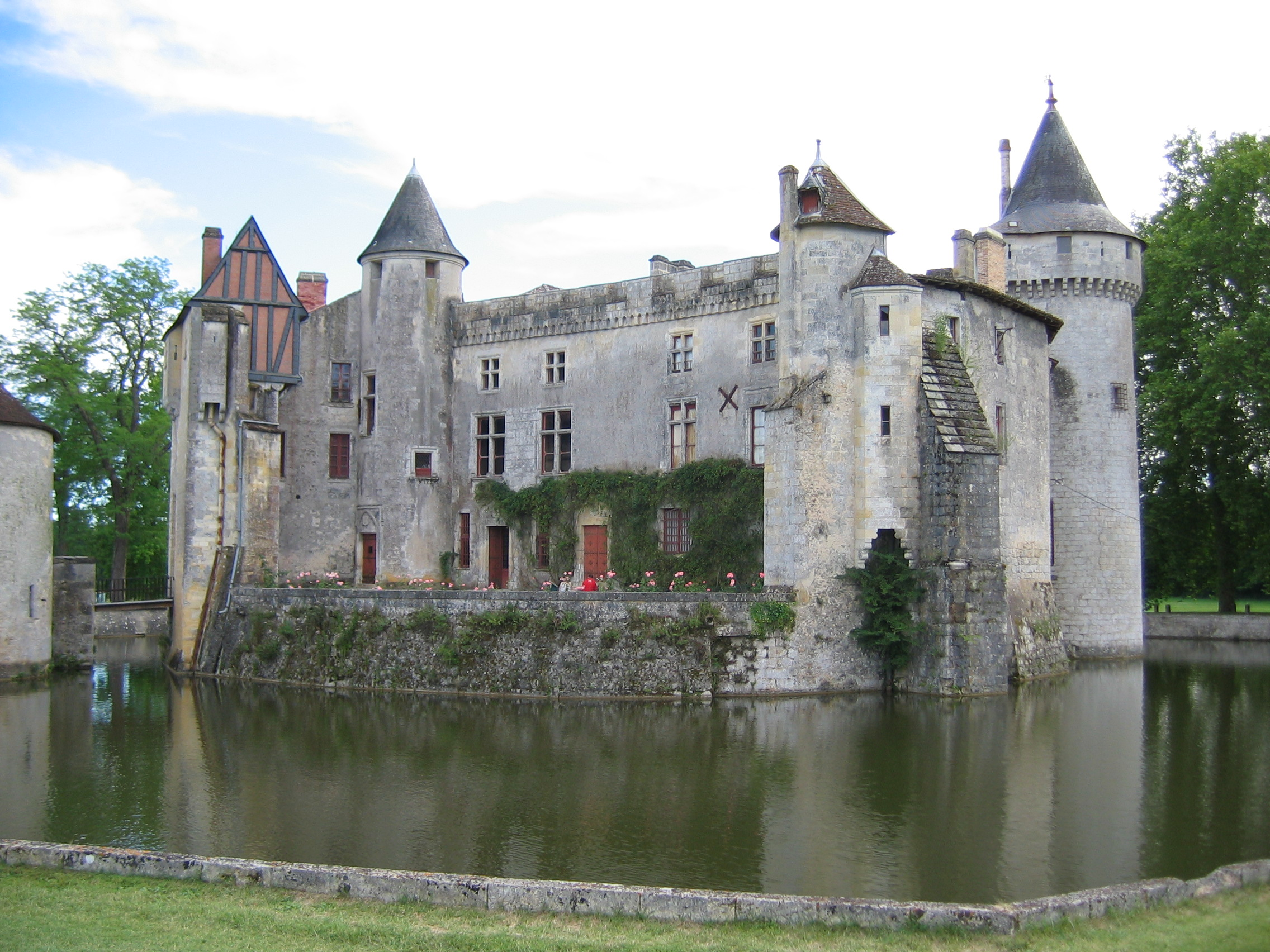
Château de La Brède, local de nascimento de Montesquieu

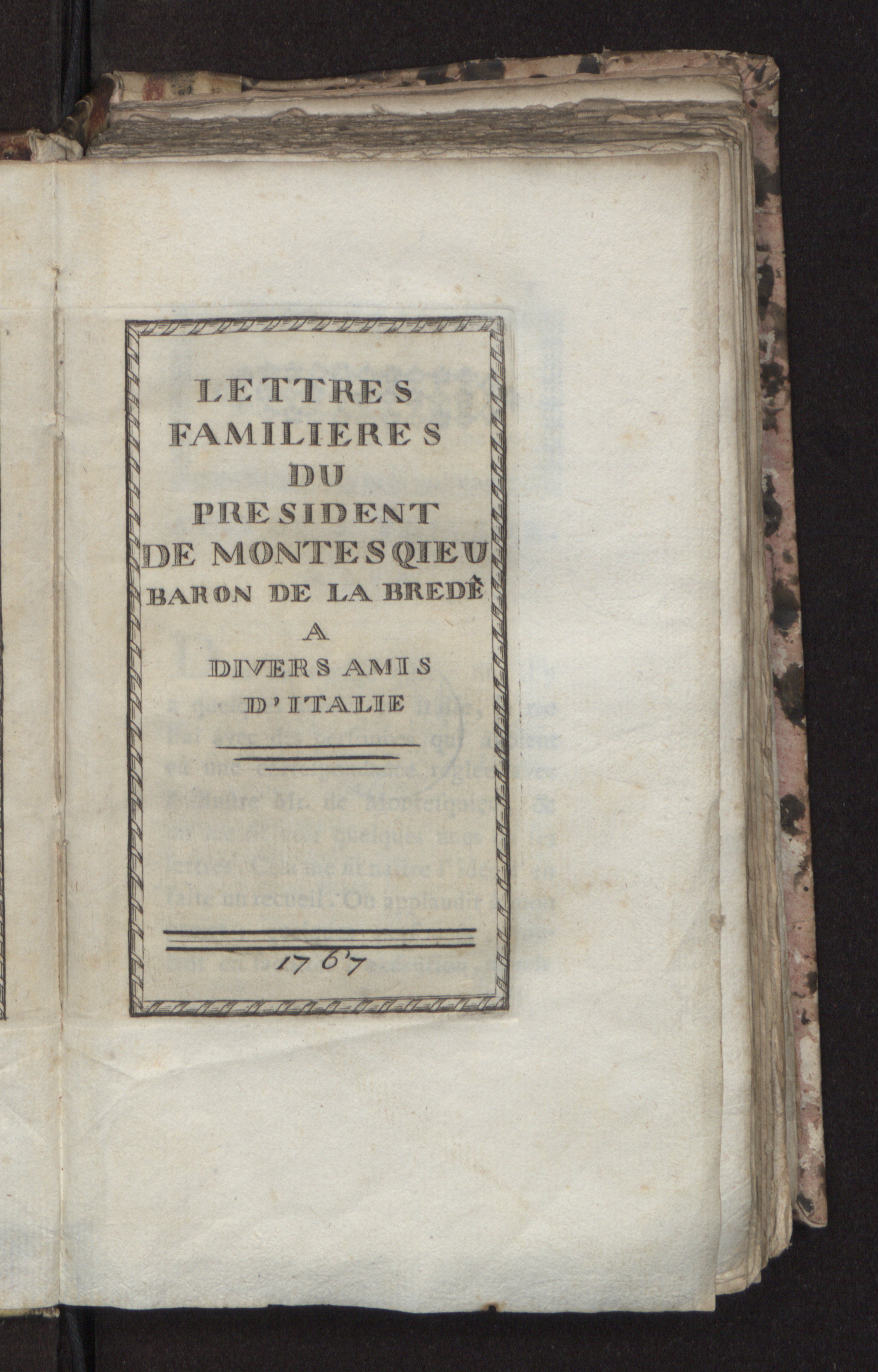
Lettres familieres a divers amis d'Italie, 1767

Montesquieu nasceu em 18 de janeiro de 1689, em Bordeaux, na França, no castelo de La Brède, propriedade da família. A mãe, Marie Françoise de Pesnel, tinha origem inglesa e de família com negócios na área de vinhos, e o pai, Jacques Secondat, era de família nobre francesa.
Seu aprendizado inicial foi em casa e somente aos onze anos entrou para o Colégio de Juilly. Era um colégio que tinha como alunos os filhos das mais ricas famílias, comandado por padres oratorianos que ensinavam os alunos utilizando a doutrina iluminista da época. Aos dezesseis anos entrou para a faculdade de Direito da Universidade de Bordeaux, formou-se em direito em 1708 e foi para Paris prosseguir em seus estudos. Com a morte do pai, cinco anos depois, voltou à cidade natal, La Brède. Em 1715 casou-se com a rica Jeanne de Lartigue. Um ano depois, com a morte de um tio, herdou uma fortuna, assumiu a presidência do parlamento de Bordeaux e foi nomeado Barão de Montesquieu.
Iniciou, na Academia de Bordeaux, estudos na área do direito romano, biologia, física e geologia.
Com estes estudos, Montesquieu pôde se aprofundar no estudo iluminista que tinha iniciado no Colégio Juilly, aliando as ciências naturais e as questões humanas. Em pouco tempo o autor publicou textos sobre o assunto, como Les causes de l'écho, Les glandes rénales e La cause de la pesanteur des corps.
Sua primeira obra de maior repercussão foi publicada em 1721, intitulada de "Cartas Persas", que é uma sátira aos costumes e filosofia francesa. O autor imprimiu uma alta dose de sarcasmo colocando dois viajantes persas em Paris, trocando correspondências sobre a França com amigos na Pérsia. Nesta obra a crítica às autoridades políticas e religiosas, bastante comum entre os iluministas, é constante em todo o livro. Por meio dos dois personagens, Montesquieu aproveita para criticar tudo o que o incomodava na sociedade francesa da época.
Depois do êxito alcançado com "Cartas Persas", foi admitido nos grandes círculos intelectuais de Paris. Aos 39 anos foi estudar na Academia Francesa e como parte dos estudos iniciou uma maratona de viagens pela Europa que lhe proporcionaram a oportunidade de conhecer obras importantes para sua formação como as do historiador Pietro Giannone (1676-1748) e do filósofo Vico (1668-1744). Depois de passar pela Itália, Holanda e Alemanha, terminou sua peregrinação na Inglaterra, onde concluiu sua formação intelectual. Na ilha britânica relacionou-se com os círculos políticos, entrou para a maçonaria e para a Sociedade Real. Neste período teve grande contato com a doutrina iluminista e liberal. Com a conclusão das viagens, Montesquieu ficou recluso por dois anos, dedicando-se exclusivamente a escrever.
Montesquieu, fascinado pelo progresso das Ciências Físicas/Naturais e de suas descobertas a respeito das leis que regiam o mundo físico, tratadas diversas vezes em seus ensaios, propôs a partir daí que a realidade social, semelhantemente, também devia reger-se por leis. Por conseguinte, trocou sua Magistratura pelo estudo para desvendar as leis sociais. Tomou conhecimento dos vários problemas sociais da Europa, além de ter sido um grande leitor e conhecedor dos impérios antigos, tais como de Roma, Grécia, Cartago, Egito, Pérsia, China, Macedônia, Japão e os povos hebreu, árabe, turco, dentre outras etnias e países.
Nesse período escreveu sua principal obra, "O Espírito das Leis", que se tornou referência mundial para advogados, legisladores e outros cientistas sociais. A obra faz um vasto estudo nas áreas de direito, história, economia, geografia e teoria política que percorreu mais de dez anos até sua publicação em 1748.
Montesquieu sofreu ao mesmo tempo uma avalanche de elogios e de represálias de todos os lados, e chegou a publicar, em 1750, um livro resposta chamado "Defesa do Espírito das Leis" (Défense de l'esprit des lois). Faleceu em 10 de fevereiro de 1755, e encontra-se sepultado na Igreja de São Sulpício, em Paris.

## Contexto histórico: visão política e ideias principais

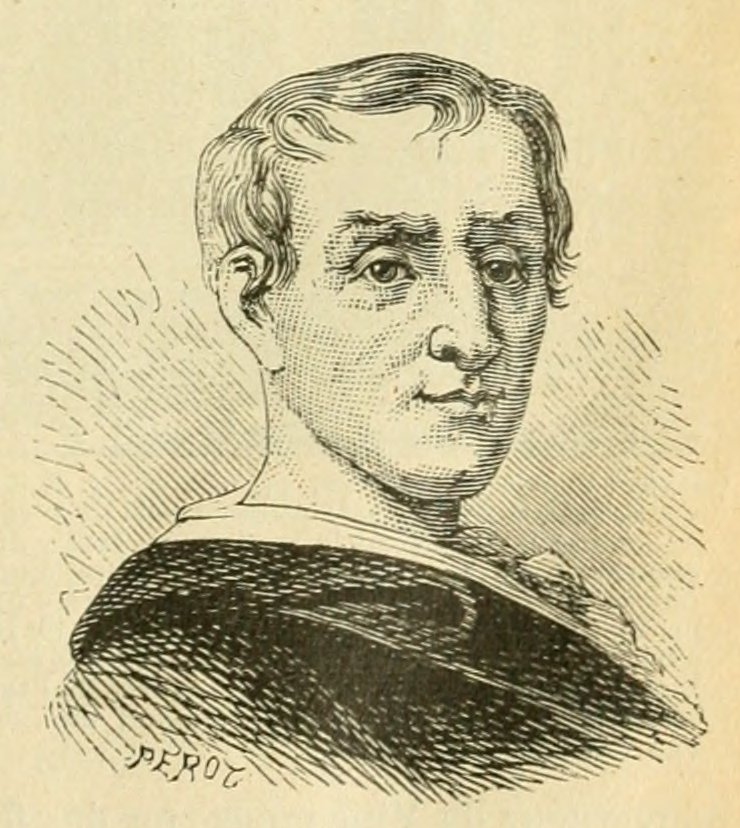
Montesquieu

Um breve retrocesso histórico se faz necessário para compreender alguns acontecimentos gerais que levaram às características da corrente iluminista, da qual Montesquieu se destacou como um dos principais teóricos. O embasamento de um poder divino atribuído aos monarcas europeus enfraquece a partir do momento que Lutero, em 1518, lê a passagem "o justo viverá pela fé" da Epístola de São Paulo aos romanos. Sua interpretação de que os indivíduos não deveriam recorrer à Igreja para pagar indulgências gerou conflitos ao redor de toda a Europa até que, em tese, o Tratado de Vestfália (1648) colocasse fim às guerras, reconhecendo a soberania de cada Estado em termos de escolha de religião. Com isso, a explicação para as coisas passa a não mais estar no transcendental, mas no próprio homem e eis que surge o Iluminismo como tentativa de fazer das ciências naturais as ciências da razão e da experimentação. Tal indutivismo aparece como uma quebra de paradigmas com o que se tinha no século XVII, a construção de um racionalismo aplicado à geometria, à dedução, que Baruch Espinoza mostra bem em sua Ética de 1677. O foco agora são os ensinamentos históricos, factuais – o que propicia a Sociologia comparativa de Montesquieu – e a tentativa de aglomerar o conhecimento comum na ciência, nas artes e nos ofícios – a Encyclopédie de Diderot e de D'Alambert. A própria música do tempo destes homens detinha uma característica comum à dos estudiosos, de certa forma. Aparece o conceito de virtuosismo, no início do século XVII, atribuído àquele que explorava ao máximo o seu instrumento, desenvolvendo novas linguagens musicais a serem expressadas. Isso se manifestou na inovação barroca com um estilo quase que discursado – a ópera – e estilos estritamente instrumentais – a suíte e o concerto –, que possuem linhas agudas e graves definidas e que deixa aos instrumentos de frequência média a possibilidade de variar a melodia de acordo com a nuança de cada autor, demonstrando seu característico virtuosismo. Porém, a partir da segunda metade do século XVIII e com a morte do compositor Bach, uma transição musical para algo mais simplificado foi inevitável. Como tudo o mais, os trabalhos iluministas também proporcionaram uma transição a algo que, a priori, seria mais estável.
Desde o fim da Idade Média, quando os reis começam a tomar o poder que os senhores feudais tinham sobre suas terras, a nobreza ociosa passa a franquear o trono e a almejar o poder. Os reis buscam então o apoio das massas, não confiando mais no pessoal de sua corte e, fazendo isso, concedem gradualmente mais benefícios àqueles, na forma de menos servidões, no fim das contas. O poder absolutista, cada vez mais cruel e centralizado, culmina drasticamente com o governo de Luís XIV (1643-1715). A insatisfação já era grande nesta época de altos gastos com o luxo na corte – como mostra bem a arte rococó, com seus quadros exaltando os prazeres do cotidiano aristocrático, suas festas, sua sensualidade – enquanto a população estava imersa na miséria. Com o nascente sistema capitalista em ação, uma nova esperança surge no imaginário das pessoas, a saber, a superação da escassez dos bens necessários à vida, a superação de um antigo e comum temor popular. Ademais, a emancipação do indivíduo enquanto sujeito de sua atividade econômica – dotado de propriedade privada, graças ao liberalismo precoce de Locke –, em oposição ao mercantilismo estatal, foram importantes fatores, existentes principalmente na Inglaterra, para o que se seguiria.
A arquitetura rococó pomposa e cortesã era a mesma arquitetura repleta de janelas que deixavam adentrar a luz, e em 1789 eclode a Revolução Francesa e a junção entre burguesia e classes populares, embora momentânea, foi selada. A volta ao pensamento indutivo, à forma humana, ao equilíbrio do Neoclassicismo foi o legado que homens como Montesquieu deixaram para a arte do século posterior. A teoria política criada por ele e que se reflete na divisão dos poderes estatais, por exemplo, são aulas de vida para acadêmicos e políticos até os dias de hoje.
- Montesquieu defendia a divisão do poder em três:
  - Poder Executivo (órgão responsável pela administração do território e concentrado nas mãos do monarca ou regente);
  - Poder Legislativo (órgão responsável pela elaboração das leis e representado pelas câmaras de parlamentares);
  - Poder Judiciário (órgão responsável pela fiscalização do cumprimento das leis e exercido por juízes e magistrados).

- Era a favor da Monarquia Parlamentar.

Outra importante teoria de Montesquieu trata das relações das formas de governo e seus princípios, segundo o autor as formas seriam as seguintes:
- República - Democracia (Princípio – Patriotismo).

- Formas de Governoː
  - Aristocracia (Princípio – Moderação);
  - Monarquia (Princípio – Honra);
  - Despotismo (Princípio – Terror).

Montesquieu atribuiu mais algumas classificações a estas formas de governo, tais como:
- Formas Puras:
  - Monarquia: Governo de um só (Princípio – Honra);
  - Aristocracia: Governo de vários;
  - Democracia: Governo do povo (Princípio – Virtude).

- Formas Impuras:
  - Tirania: Corrupção da Monarquia;
  - Oligarquia: Corrupção da Aristocracia;
  - Demagogia: Corrupção da Democracia.

## Obras, crítica e filosofia de Montesquieu

### Cartas Persas(Lettres persanes)
Em 1721, publicou as Cartas Persas (Lettres persanes), obra da sua juventude, e consistia num relato imaginário, sob a forma epistolar, sobre a visita de dois persas, Rica e Usbeck, a Paris, durante o reinado de Luís XIV. As duas personagens escrevem para seus amigos na Pérsia descrevendo tudo o que veem em Paris. Por meio desta narrativa, critica os costumes, as instituições políticas e os abusos da Igreja Católica e do Estado absolutista na França da época.

### O Espírito das Leis(L'Esprit des lois)

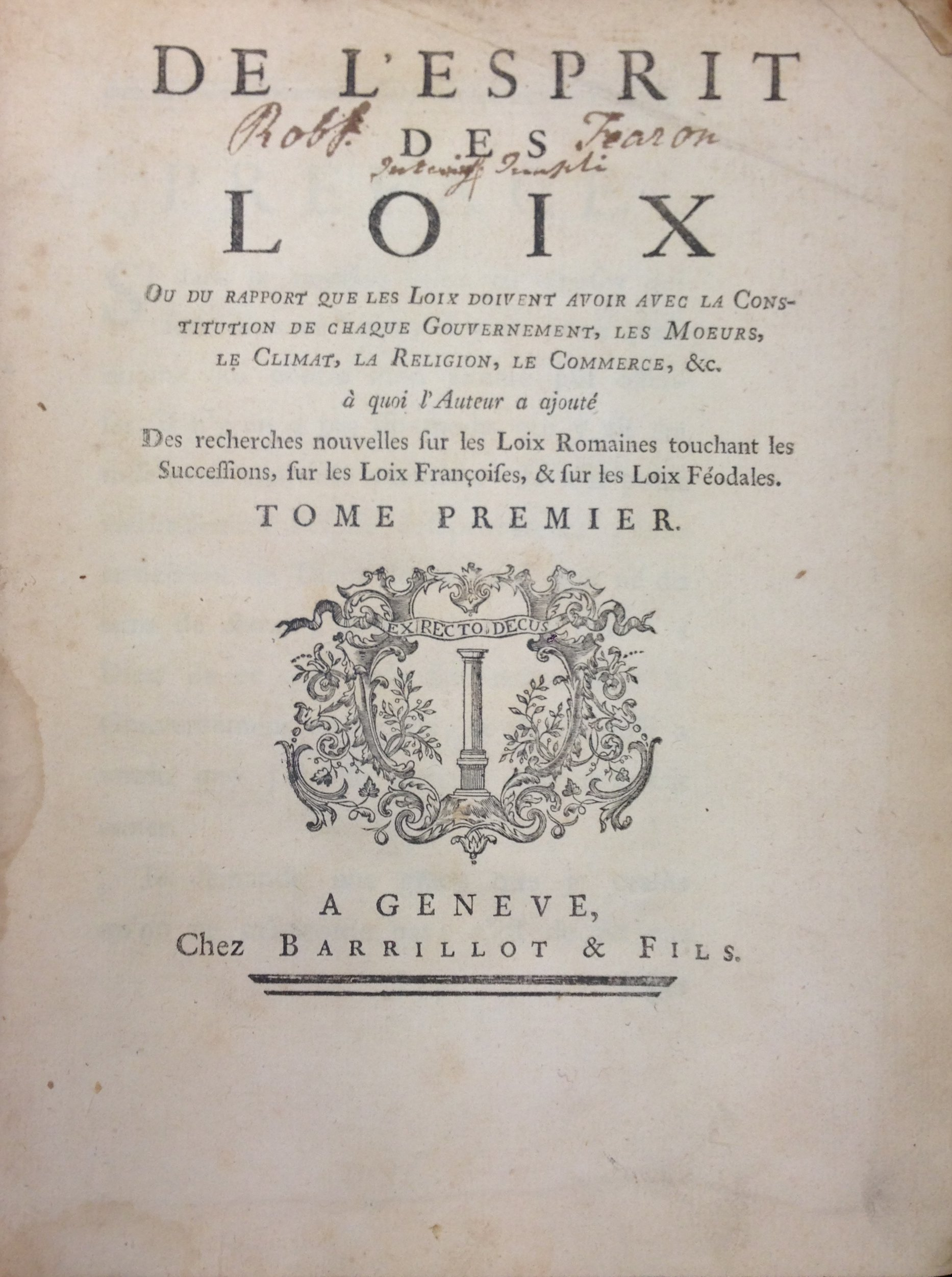
De L'esprit des Loix, primeira edição.

Montesquieu elaborou uma teoria política, que apareceu na sua obra mais famosa, O Espírito das Leis (De L'Esprit des Loix, 1748), inspirada em John Locke e no seu estudo das instituições políticas inglesas. É uma obra volumosa, na qual se discute a respeito das instituições e das leis, e busca-se compreender as diversas legislações existentes em diferentes lugares e épocas. Esta obra inspirou os redatores da Constituição de 1791 e tornou-se na fonte das doutrinas constitucionais liberais, que repousam na separação dos poderes legislativo, executivo e judiciário.
"O Espírito das Leis" foi proibida em diversos círculos intelectuais e também incluída no Index Librorum Prohibitorum da Igreja Católica. Foi também duramente recriminado pelo clero francês, na Sorbonne e em diversos artigos, panfletos e outros escritos. Toda essa reação negativa deu à obra uma maior abrangência e repercussão que a conseguida por "Cartas Persas".
"O Espírito das Leis" analisa de maneira extensa e profunda os fatos humanos com um rigoroso esboço de interpretação do mundo histórico, social e político. A pertinência das observações e a preocupação com o método permitem encontrar no seu trabalho elementos que prenunciam uma análise sociológica. Eis algumas das principais ideias de Montesquieu expressas nesta obra tão importante:
- As leis escritas ou não, que governam os povos, não são fruto do capricho ou do arbítrio de quem legisla. Ao contrário, decorrem da realidade social e da História concreta própria ao povo considerado. Não existem leis justas ou injustas. O que existe são leis mais ou menos adequadas a um determinado povo e a uma determinada circunstância de época ou lugar. O autor procura estabelecer a relação das leis com as sociedades, ou ainda, com o espírito dessas.

O que Montesquieu descreve como espírito geral de uma sociedade aparece como resultante de causas físicas (o clima), causas morais (costumes, religião…) e das máximas de um governo (ARON, R.). Modernamente, seria o que chamamos vulgarmente de uma identidade nacional que se constitui conforme os fatores citados acima.
As máximas anteriormente descritas dizem respeito aos, segundo o próprio autor, tipos e conceitos que dariam conta daquilo que as causas não abrangem. Seriam por conseguinte o princípio (o que põe os governos em movimento, o princípio motor em linguagem filosófica, constituído pelas paixões e necessidades dos homens) e a natureza (aquilo que faz um governo ser o que é, determinado pela quantidade daqueles que detêm a soberania) de um governo.
Segundo estas duas características fundamentais de um governo, Montesquieu distingue três formas de governo:
- Monarquia - soberania nas mãos de uma só pessoa (o monarca) segundo leis positivas e o seu princípio é a honra;
- Despotismo - soberania nas mãos de uma só pessoa (o déspota) segundo a vontade deste e o seu princípio é o medo;
- República - a soberania está nas mãos de muitos (de todos = democracia, ou de alguns = aristocracia) e o seu princípio motor é a virtude.

Apesar de ser muito influenciado pelos clássicos (notadamente Aristóteles), o seu esquema de governos é diferente destes últimos. Montesquieu, ao considerar a democracia e a aristocracia um mesmo tipo (agrupados na república) e ao falar de despotismo como um tipo em si e não a corrupção de outro (neste caso, da monarquia), mostra-se mais preocupado com a forma com que será exercido o poder: se é exercido seguindo leis ou não.
Ao procurar descobrir as relações que as leis têm com a natureza e o princípio de cada governo, Montesquieu desenvolve uma alentada teoria de governo que alimenta as ideias fecundas do constitucionalismo, pelo qual se busca distribuir a autoridade por meios legais, de modo a evitar a violência e o abuso de poder de alguns. Tais ideias se encaminham para uma melhor definição da separação dos poderes, ainda hoje uma das pedras angulares do exercício do poder democrático. Montesquieu admirava a constituição inglesa, mesmo sem compreender completamente, e descreveu cuidadosamente a separação dos poderes em Executivo, Judiciário e Legislativo, trabalho que influenciou os elaboradores da Constituição dos Estados Unidos da América.

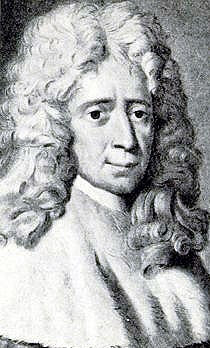
O Barão de Montesquieu

O poder legislativo, convocado pelo executivo, deveria ser separado em duas casas: o corpo dos comuns, composto pelos representantes do povo, e o corpo dos nobres, formado por nobres, hereditário e com a faculdade de impedir (vetar) as decisões do corpo dos comuns. Essas duas casas teriam assembleias e deliberações separadas, assim como interesses e opiniões independentes. Refletindo sobre o abuso do poder real, Montesquieu conclui que "é preciso que o poder limite o poder" daí a necessidade de cada poder manter-se autônomo e constituído por pessoas e grupos diferentes.
É bem verdade que a proposta da divisão dos poderes ainda não se encontra em Montesquieu com a força que se costumou posteriormente a atribuir-lhe. Em outras passagens de sua obra, ele não defende uma separação tão rígida, pois o que ele pretendia de fato era realçar a relação de forças e a necessidade de equilíbrio e harmonia entre os três poderes.
Montesquieu não era um revolucionário. Sua opção social ainda era por sua classe de origem, a nobreza. Ele sonhava apenas com a limitação do poder absoluto dos reis, pois era um conservador, que queria a restauração das monarquias medievais e o poder do Estado nas mãos da nobreza. As convicções de Montesquieu refletem-se à sua classe e, portanto, o aproximam dos ideais de uma aristocracia liberal. Ou seja, ele critica toda a forma de despotismo, mas não aprecia a ideia de o povo assumir o poder. A sua crítica, no entanto, serviu para desencadear a Revolução Americana e instaurar a república burguesa.

#### Das leis em suas relações com os diversos seres
A lei é natural dos seres, própria deles. A lei deriva da natureza das coisas e não do arbítrio (vontade) de um, qual seja a crítica ao sistema hobbesiano. É em virtude disso que devemos ter em mente que o barão de La Brède foi sem dúvida um dos pensadores mais renomados e um articulador de ideias ricas de esplendor e princípios éticos e morais embasados no cotidiano de sua época, e com conhecimentos úteis para o tempo presente. Montesquieu foi o proclamador do Direito em virtude, e com a sua formação e inteligência propôs divisões para o Direito em sua essência principal, que nada mais é que prender-se à igualdade e liberdade de cada cidadão.

#### O juiz não pode criar leis
Como já foi acima mencionado, O Espírito das Leis de Montesquieu defende a divisão do poder público em três poderes, inspirado no sistema político constitucional da Inglaterra quando de sua viagem. Essa separação, segundo o autor, é essencial para que haja a liberdade do cidadão em se sentir seguro perante o Estado e perante outro cidadão, pois se fosse dado a mais de um desses poderes o poder de legislar e ao mesmo tempo julgar essa medida seria extremamente autoritária e arbitrária perante o cidadão que estaria praticamente indefeso, ou seja, estaria à mercê de um juiz legislador.

Montesquieu diz claramente que:
"Não haverá também liberdade se o poder de julgar não estiver separado do poder legislativo e do executivo, não existe liberdade, pois pode-se temer que o mesmo monarca ou o mesmo senado apenas estabeleçam leis tirânicas para executá-las tiranicamente". Ainda completa: "O poder de julgar não deve ser outorgado a um senado permanente, mas exercido por pessoas extraídas do corpo do povo, num certo período do ano, de modo prescrito pela lei, para formar um tribunal que dure apenas o tempo necessário.".

### Caracterização geral da democracia
Como dito anteriormente, Montesquieu compreende a democracia como uma forma de governo republicano. Nesse sentido, o filósofo pensa o governo republicano como "(…) aquele no qual o povo em seu conjunto, ou apenas uma parte do povo, possui o poder soberano". Assim, diferenciando, respectivamente, democracia de aristocracia. O papel do povo no governo republicano democrático se constitui como soberano e súdito ao mesmo tempo. A sua soberania está diretamente ligada ao poder de suas vontades, sufrágio. Em consequência a isso, as leis que regulam esse tipo de governo são primordiais porque regulamentam como, porque e para quem os sufrágios devem ser direcionados.
No terceiro capítulo do livro três d'O Espírito das Leis Montesquieu afirma que o motor do estado democrático é a virtude, "o amor à república; é um sentimento, e não uma série de conhecimentos". Assim, compreendendo que quem executa as leis deve sentir-se submetido às próprias leis. Por isso, diferencia a democracia da monarquia. Em um estado monárquico, aqueles que executam as leis se posicionam acima delas. Por essa razão, em um estado democrático as leis devem ser executadas com a finalidade de manutenção do bem comum, caso contrário, tal estado precisará ser dissolvido. Em adição a isso, o autor explica que os indivíduos devem se entregar menos à satisfação dos desejos individuais e focarem-se na realização das vontades gerais de todos, assim, fortalecendo sua perspectiva democrática.
Para o filósofo, o amor à república está diretamente ligado ao amor à democracia e, esta, ao amor à igualdade. Por isso, cada indivíduo dentro de um sistema democrático deve possuir as mesmas vantagens, mesmos prazeres e esperanças. Contudo, o amor à igualdade não se restringe a um único modelo de felicidade ou desejo. Nesse sentido, os cidadãos não precisam prestar os mesmos serviços à sociedade, mas deverão executar alguma atividade.

#### Corrupção da democracia
Montesquieu afirma que a corrupção total de qualquer modelo de governo se deve à corrupção de seus princípios basilares. Desse modo, a democracia se corrompe quando o princípio da igualdade é abandonado, violado ou levado ao extremo. Já que, qualquer indivíduo desejaria ser igual àqueles que escolheu para comandá-lo. Portanto, diz Montesquieu: "A partir deste momento, o povo, não podendo suportar o próprio poder que delegou, quer fazer tudo sozinho, deliberar pelo senado, executar pelos magistrados e despojar todos os juízes".
A consequência desse excesso é que os magistrados perdem sua respectiva autoridade, passando a não ser respeitados. Os senadores não são mais respeitados, os velhos também deixam de ser e, consequentemente, também acaba o respeito pelos pais. Somado a isso, a corrupção do povo a partir da igualdade extremada, aumenta quando os magistrados, também corrompidos, escondem sua respectiva corrupção ocultando sua ambição através do elogio da força e grandeza do povo. O principal objetivo do povo corrompido é o "tesouro público", visto que, esse dinheiro servirá para o sustento do luxo e "preguiça" desse mesmo povo. Até a eleição pode ser comprada por dinheiro, assim, o povo corre o grave risco de perder mais do que, aparentemente, ganha. As vantagens alcançadas através da liberdade proporcionada pela corrupção podem ser perdidas com o surgimento de um tirano que possuirá a reunião de todas as corrupções.

## Publicações
- La Damnation éternelle des païens (1711)
- Éloge de la sincérité (1717)
- Lettres persanes (1721)
- Le Temple de Gnide (1725), poema
- Histoire Véritable
- Arsace et Isménie[6]
- Considérations sur les causes de la grandeur des Romains et de leur décadence (1734) - Gallica
- Arsace et Isménie (1742)
- De l'esprit des lois (1748)
- Défense de l'Esprit des lois (1750)
- Essai sur le goût (1757)
- Pensées (coleção de reflexões pessoais)
- Spicilège (coleção de notas, anedotas, etc.)
- Discours sur la cause de l'écho
- Discours sur l'usage des glandes rénales
- Discours sur la cause de la pesanteur des corps
- Mémoire sur le principe et la nature du mouvement (anteriormente intitulada: Dissertation sur le mouvement relatif)